# Amphiglossus mandady
Amphiglossus mandady е вид влечуго от семейство Сцинкови (Scincidae).

## Разпространение
Видът е разпространен в Мадагаскар.